# Noah Cates
Noah Cates (Stillwater, Minnesota, 5 de febrero de 1999) es un jugador profesional estadounidense de hockey sobre hielo que se desempeña en la posición de extremo izquierdo en Philadelphia Flyers, equipo de la National Hockey League (NHL).

## Carrera
Fue seleccionado en la quinta ronda en la NHL Entry Draft de 2017. En 2021 hizo su debut profesional con el equipo Philadelphia Flyers, donde lleva jugando tres temporadas.